# Дебле, Серж
Серж Дебле (фр. Serges Déblé; род. 1 октября 1989, Аньяма, Абиджан) — ивуарийский футболист, нападающий клуба «Пюник».

## Карьера

### Клубная
Начинал свою карьеру в ивуарийском клубе «АСЕК Мимозас», за который выступал до 2008 года.
В 2008 году перешёл в английский «Чарльтон Атлетик», но за основной состав так и не сыграл и был отдан в аренду в французский «Анже». В этом клубе за два сезона провёл 32 матча в чемпионате, в которых забил один гол. Сезон 2010/2011 провёл в аренде в «Нанте», за который сыграл 24 матча в чемпионате и забил один гол.
В феврале 2012 года подписал контракт с российским клубом «Химки». За четыре месяца в подмосковном клубе сыграл в 9 матчах первенства ФНЛ. В июне 2012 года перешёл в хабаровский клуб «СКА-Энергия», где провёл 11 матчей в первенстве ФНЛ. В начале 2013 года вернулся в «Химки», за который в 10 матчах отличился двумя голами.
По окончании сезона 2012/2013 перешёл в армянский клуб «Ширак». В 2014 году стал игроком датского «Виборга», за который забил 6 голов в 12 матчах. В 2017 году перебрался в китайский «Мэйчжоу Хакка». В 2021 году вернулся в Армению и сыграл за «Арарат» и «Пюник», забив 22 гола в 25 матчах. В 2022 году подписал контракт с казахстанским «Тоболом», за который на данный момент забил 10 голов в 34 матчах.

### В сборной
В 2009 году выступал за сборную Кот-д’Ивуара до 20 лет на юношеском Чемпионате Африке, проходившем в Руанде. В 2011 году был включён в состав сборной Кот-д’Ивуара до 23 лет на Олимпийские игры в Лондоне, где сыграл в двух матчах.

## Достижения
«Ширак»
- Обладатель Суперкубка Армении: 2013

«Тобол»
- Обладатель Кубка Казахстана: 2023